# Alessandro Borgia
 (mars 2019).
Si vous disposez d'ouvrages ou d'articles de référence ou si vous connaissez des sites web de qualité traitant du thème abordé ici, merci de compléter l'article en donnant les références utiles à sa vérifiabilité et en les liant à la section « Notes et références ».
Alessandro Borgia, né à Velletri le 6 novembre 1682 et mort à Fermo le 14 février 1764, est un archevêque de Fermo et un historien italien.

## Biographie

### Famille
Alessandro Borgia est né dans une famille de patriciens de Velletri, apparentée de loin à la célèbre branche des Borgia qui a donné naissance au pape Alexandre VI et à saint François Borgia. Son père s'appelait Clemente Erminio Borgia, sa mère Cecilia Carboni. Son neveu Stefano Borgia qui deviendra son protégé sera cardinal.

### Vie et carrière
Il étudie à Rome et obtient son diplôme in utroque jure à La Sapienza en 1705. En 1706, il a continué à Cologne auprès de Mgr Bussi comme secrétaire de la légation, lui succédant comme nonce après la promotion de Bussi comme cardinal (13 septembre 1712). Il est resté dans le nord de l'Europe jusqu'en mars 1714. De retour à Rome le 30 mai 1714, il fut nommé protonotaire apostolique et, en octobre, gouverneur d'Assise. Ordonné prêtre le 21 décembre 1715, il devint évêque de Nocera Umbra le 4 septembre 1716. En 1719, il fut invité à occuper le poste de légat pontifical en Chine, mais probablement préoccupé par les contrastes entourant les rituels chinois entre missionnaires jésuites et propagandistes et entre l'empereur de Chine et le Portugal, il préféra rester en Italie ; la légation était alors dirigée par Carlo Ambrogio Mezzabarba de Pavie. Le 20 novembre 1724, il fut nommé archevêque de Fermo par le nouveau pape Benoît XIII, poste qu'il occupa jusqu'à la fin de sa vie. Il n'a jamais été nommé cardinal. Le titre de prince de la ville a été joint au titre d'archevêque. Au cours de sa carrière, l'université de Fermo a également retrouvé son prestige.
Érudit, il a correspondu avec Ludovico Antonio Muratori et s'est consacré à l'histoire de sa ville natale et des diocèses qu'il a dirigés. Il fut responsable de la création des archives diocésaines de Fermo dans lesquelles, entre 1728 et 1730, il fit rassembler les anciens documents appartenant au diocèse. Cet amour de la culture a été transmis à son neveu, le cardinal Stefano Borgia, futur créateur du musée Borgiano à Velletri. Stefano à l'âge de neuf ans a été confié par ses parents aux soins de son oncle Alessandro, à la mort duquel il s'occupera des écrits.